# Sandstrahlen

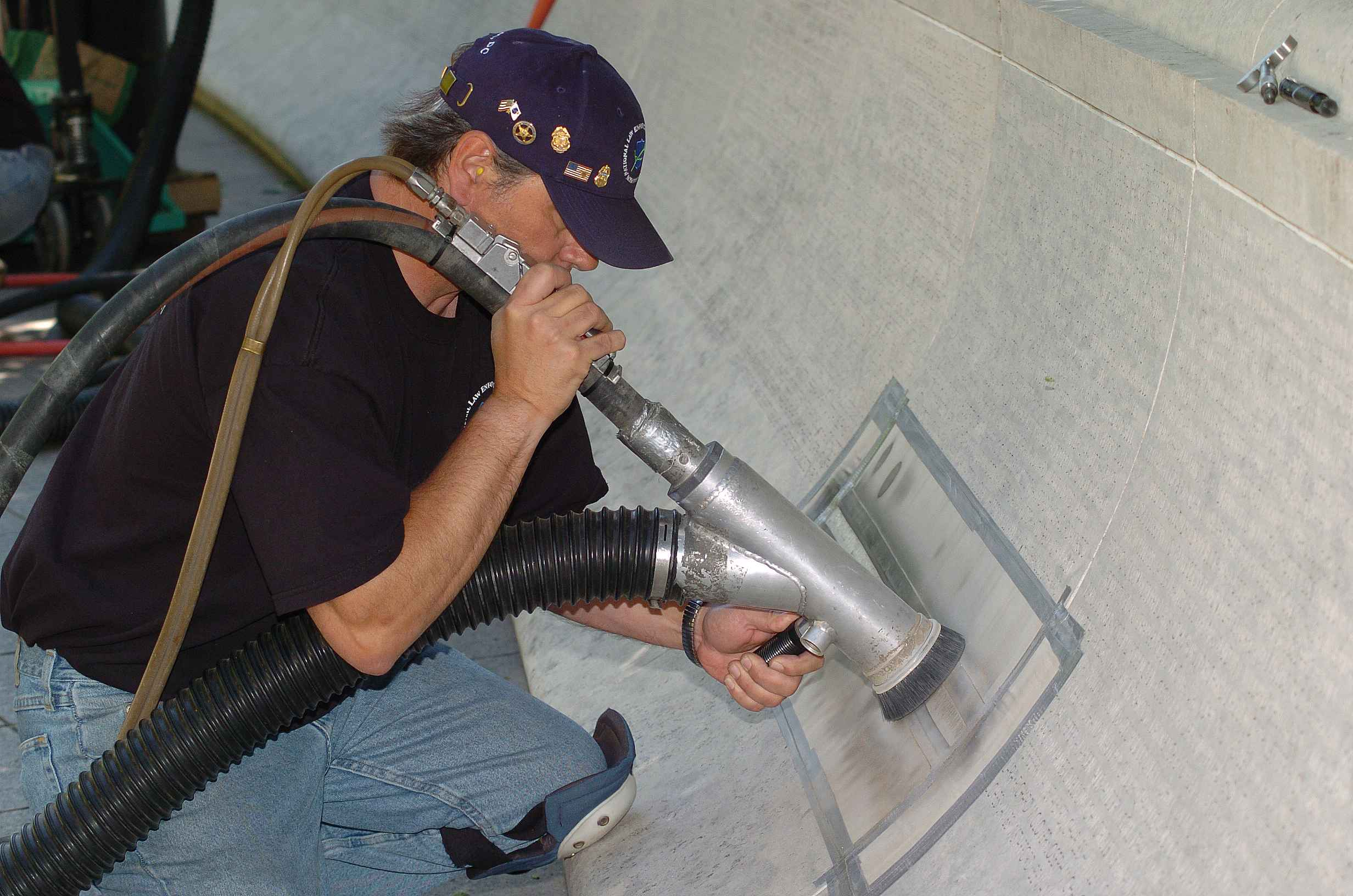
Staubarmes Saugkopfstrahlen

Unter umgangssprachlich Sandstrahlen (englisch sandblasting, abrasive blasting), allgemeiner technischer Begriff: Druckluftstrahlen mit festem Strahlmittel, auch Abrasivstrahlen, versteht man die Oberflächenbehandlung eines Materials oder Werkstücks (Strahlgut) durch Einwirkung von Strahlmittel, z. B. Sand als Schleifmittel gegen Rost, Verschmutzungen, Farbe, Zunder und andere Verunreinigungen oder zur Oberflächengestaltung durch Mattierung.

## Verfahrensbeschreibung
Mittels Druckluft wird ein starker Luftstrahl erzeugt, der das Strahlmittel (z. B. Sand, aber auch Hochofenschlacke, Glasgranulat, Korund, Stahl, Kunststoffgranulat, Nussschalen oder Soda mit unterschiedlichsten Feinheitsgraden; siehe hierzu Strahltechnik) aus einem Sammelbehälter mitnimmt und beschleunigt. Die Schleifmittel treffen dann zusammen mit dem Luftstrahl mit hoher Geschwindigkeit auf die zu behandelnde Oberfläche. Auf Grund der meist abrasiven Wirkung des Strahlmittels werden unerwünschte Bestandteile der Oberfläche wie Rost oder Farbe abgelöst und fortgetragen.
Der dabei entstehende Strahlschutt wird entweder entsorgt (Einwegstrahlmittel – EwSM) oder in einem Kreislauf aufbereitet – dabei verbleibt eine geringe Menge Strahlschutt als Abfall – und nach Ersatz der Grobanteile erneut verwendet (Mehrwegstrahlmittel – MwSM).
Quarzsand ist wegen der durch den feinen Staub verursachten Silikose in den meisten Ländern nicht mehr als Strahlmittel zugelassen. Zudem gibt es für unterschiedliche Zwecke auch besser geeignete Materialien.
Abhängig vom eingesetzten Strahlmittel sind Strahlarbeiten immer mit mehr oder weniger extrem hohen mechanischen und Staubbelastungen verbunden, welche am Strahlgut, z. B. bei bereits teil- oder vormontierten Anlagenteilen, zu erheblichen Schäden führen können. Staubfreies Strahlen mit Luft gibt es nicht. Es gibt aber Wasser+Luft basierte Strahlverfahren, wobei der Staub durch das Wasser gebunden wird, sog. staubfreies Sandstrahlen (oder engl. dustless blasting).

## Wirkung von Strahlmitteln
Das Sandstrahlen wird benutzt, um von Oberflächen arteigene oder artfremde Verunreinigungen (fest oder lose) zu entfernen und/oder die Oberfläche aufzurauen oder zu mattieren. Sandstrahlen wird sowohl im Baugewerbe (Untergrund-/ Oberflächenvorbereitung vor z. B. Beschichtung oder Klebearbeiten auf Stahl oder Beton) als auch in der Metallverarbeitung eingesetzt. Neben dem Abtragen von Farbe, dünnen minderfesten Schichten (auch geringe Putzreste) auf Metallen oder Beton findet das Strahlen auch Anwendung zur Reinigung von Kunststoffen.
Auch zum Mattieren von Glas oder Stein wird dieses Verfahren eingesetzt.
Man unterscheidet Einweg- (EwSM) und Mehrweg-Strahlmitteln (MwSM), künstlichen (z. B. Stahl-/Hartguss, Glasperlen) und natürlichen (z. B. Granatsand) sowie abrasiven (z. B. Sand, Korund) und nicht abrasiven (z. B. Trockeneisstrahlen, CO2-Schnee-Strahlen) Strahlmitteln. Die Wahl des Strahlmittels bzw. des Strahlverfahrens richtet sich nach dem gewünschten Effekt, der zu bearbeitenden Oberfläche oder der Art der Verunreinigung.
Das verwendete Strahlmittel sowie dessen Korngröße bestimmen die Oberflächenstruktur nach der Bearbeitung. Die Ergebnisse sind auch abhängig vom Luftdruck und der Luftmenge an der Strahldüse. Bei der Entrostung, dem Entfernen von Walzhaut oder dicken Beschichtungen sowie dem Aufrauen einer Stahlkonstruktion ist ein Luftdruck von mindestens 8 bar für eine effiziente Arbeit erforderlich, während bei der Mattierung von Stein oder einer Sweepstrahlung (leichtes Anrauen mit minimalem Materialabtrag, z. B. an Feuerverzinkung) geringere Drücke ausreichend sind. Die Aufprallgeschwindigkeit bestimmt dabei maßgeblich das Ergebnis.
Strahlmittel (Beispiele):
- Schlackestrahlmittel (EwSM)

preisgünstige Einwegstrahlmittel aus Abfallprodukten verschiedener Verhüttungsprozesse, welche wegen ihres scharfkantigen Bruchbildes eine gute Abrasivwirkung haben, aber teilweise sehr staublastig sind. Ferritfrei möglich.
- Korund (MwSM)

ein scharfkantiges, ferritfreies Strahlmittel für Metalloberflächen zur Entfernung von Lacken oder Beschichtungen und zur Oberflächenvorbereitung. Bei entsprechender Korngröße lässt sich eine sehr raue Oberfläche erzielen.
- Granatsand (EwSM, MwSM)

ein weniger scharfkantiges, natürliches, ferritfreies Strahlmittel. Geringe Staubentwicklung, hohe abrasive Wirkung und gutes Preis-Leistungs-Verhältnis.
- Kunststoff (EwSM, MwSM)

ferritfrei, ein weiches, wenig abrasives Strahlmittel für eine schonendere Oberflächenbearbeitung. Beim Einsatz von Kunststoffgranulat entsteht wenig Staub.
- Keramikperlen

Mit dem Keramikperlstrahlen werden beispielsweise gewalzte Metalloberflächen aufgeraut/veredelt oder Schneidkanten verrundet.
- Glasperlen(EwSM)

ferritfrei, durch das Glasperlstrahlen wird eine gewisse plastische Verformung erreicht, die eine Eigenspannung im Werkstück erzeugt (Kaltverfestigung) und so die Oberflächenhärte und die Dauerfestigkeit erhöht. Die Oberfläche wird weniger aufgeraut als durch das Strahlen mit Sand oder Korund, sondern eher mattiert. Siehe auch Glasperlenbogen.
- Glasgranulat (MwSM)

ferritfrei, das Glasgranulatstrahlen wird zum Entlacken und Entrosten eingesetzt. Es handelt sich um ein stark abrasives Verfahren mit kantigen Glaspartikeln, wobei der Grundwerkstoff (typisch Aluminium oder Edelstahl) geschont wird.
- Trockeneis und -schnee (EwSM)

die Verfahren Trockeneisstrahlen und Schneestrahlen gelten als nicht abrasiv, wodurch die zu behandelnden Oberflächen sehr schonend gereinigt werden. Das Strahlmittel selbst hinterlässt keinen Strahlschutt. Wegen der notwendigen Technik sehr aufwendig.
- Hartguss oder Stahl(guss), kantig oder rund (MwSM)

unterschiedliche Kornformen für verschiedene Zwecke, zum Beispiel Entfernen von Walzhaut und Zunder ohne Aufrauung an Rohlingen mittels runder Körner (Kugelstrahlen).
- Nussschalengranulat

ferritfrei, zur schonenden Behandlung feinmechanischer Teile, u. a. aus Aluminium oder Plaste.
- Natriumhydrogencarbonat (EwSM)

Beim Sodastrahlen wird mit Natriumhydrogencarbonat (Speisesoda) gestrahlt. Die geringe Härte schont die Oberflächen. Der Reinigungseffekt entsteht durch das Zerplatzen der Körner.
Die Strahlmittel sind meist inert oder selbst nicht gesundheits- oder umweltschädigend. Entfernte Beschichtungen, zum Beispiel Bleimennige, PCB-haltige Lacke oder Teer sowie die freiwerdenden Stäube können jedoch sehr gefährlich sein.

## Anwendungsbereiche

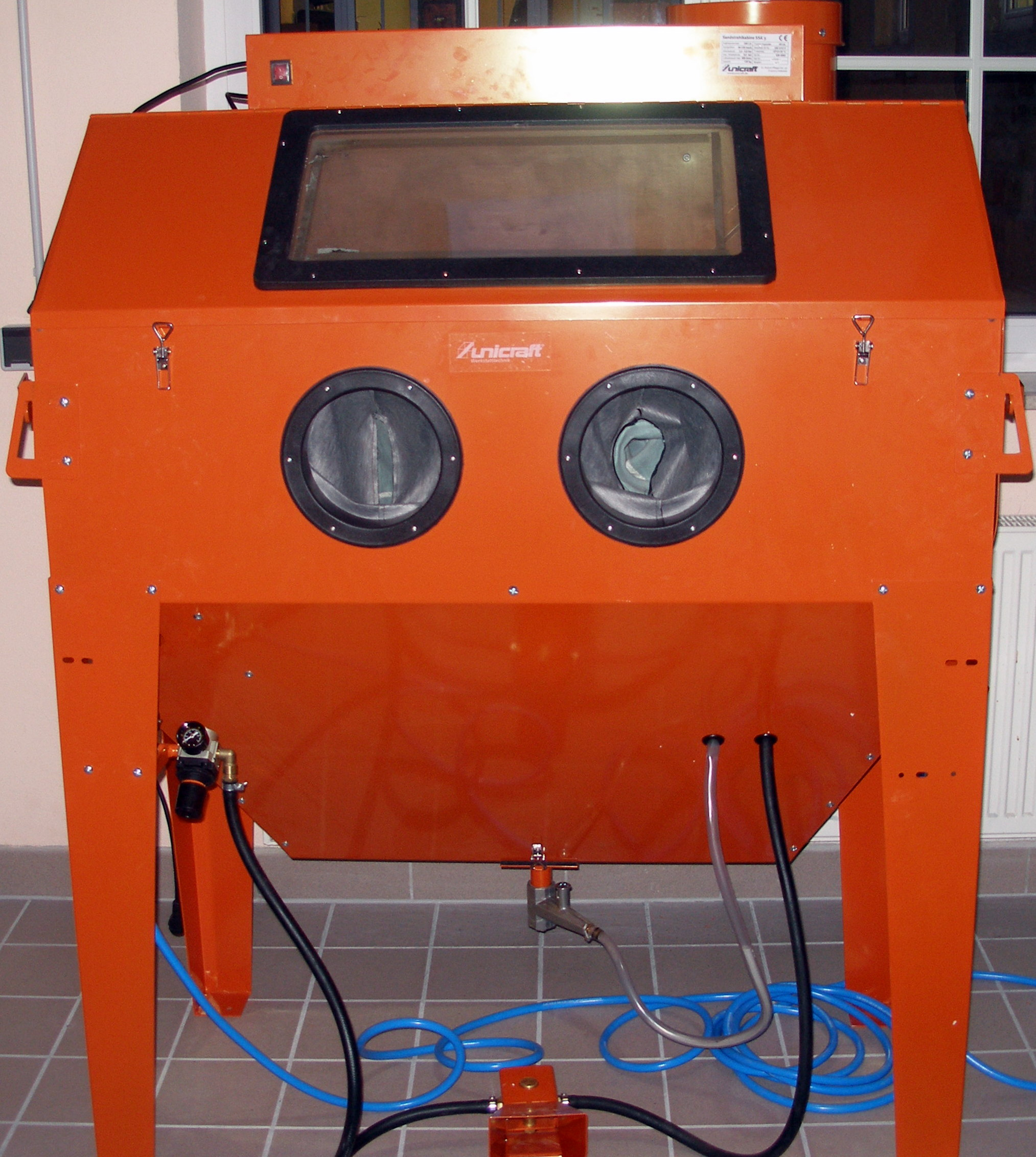
Strahlkabine

Die Sandstrahltechnik hat sich über viele Jahre entwickelt. Die Anwendungsbereiche sind vielfältig (Beispiele):
- Reinigung von Maschinen, Motoren, Behältern, Formen und Anlagen
- Entrosten der Bewehrung, Aufrauen und Reinigen von Betonoberflächen
- Reinigung von Fassaden, Mauerwerk, Fachwerk
- Entrosten, Entlacken und Entschichten von Stahlteilen
- Aufrauen und Reinigen der Oberfläche vor dem Lackieren
- Dekoratives Sandstrahlen von Glas, Jeansstoff oder polierten Steinoberflächen
- Mikrosandstrahlen
- Abgleich von Widerständen
- Kaltverfestigen metallischer Oberflächen
- Beschriftung von Glas

## Arten von Strahlpistolen/-anlagen
Arten von Strahlpistolen bzw. -anlagen (Beispiele):
- Sandstrahlgebläse für den Einsatz in Strahlkabinen als Standgeräte für kleinere Teile.
- Schleuderrad-Durchlauf-Strahlanlagen für Bleche oder Profilstahl oder als Kabinen ohne Beförderung des Strahlgutes für z. B. Formteile
- Sandstrahlgebläse für die Anwendung an großen Bauteilen sowohl zum Einsatz in speziellen Strahlräumen bzw. zum Außeneinsatz.
- Injektorstrahlpistolen mit Ansaugung des Strahlmittels aus drucklosen Behältern
- sogenannte Becherpistolen nach dem Injektorprinzip

## Silo- und Tank-Sandstrahltechnik
Zur Materialentschichtung, Korrosionsentfernung, Anhaftungsentfernung müssen Tank- und Siloanlagen mit Sandstrahltechnik bearbeitet werden.
Die technische und arbeitsschutztechnische Umsetzung in der Silo Sandstrahltechnik stellt den Anwender und Betriebsinhaber vor viele arbeitsschutzrechtliche Probleme.
Um die Umsetzungsanforderung sicher zu gestalten, sind arbeitsdynamische Verfahrenskonzepte notwendig, die von erfahrenen Sicherheitsingenieuren gestaltet werden.
Stationäre Tank- und Siloanlagen werden im eingestellten Betrieb saniert bzw. gestrahlt, die technische Umsetzung erfolgt durch speziell ausgebildete Seilzugangstechniker.
Die Zugangstechniker arbeiten in diesem Bereich ausschließlich unter externer Atemluftversorgung, welche durch eine Redundanz-Atemluftstrecke gesichert ist.
Die Rettungsdynamik muss schon in der Systemvorbereitung eine Schnellrettung des Zugangstechnikers gewährleisten, da der Techniker in der Anlage nur über ein begrenztes Bewegungspotenzial und Sichtfeld verfügt.
Diese Arbeiten sind durch einen Aufsichtsführenden Techniker zu koordinieren und abzusichern. Siehe auch DGUV Regel 113-004.